# 小見山幸治
小見山 幸治（こみやま よしはる、1962年11月8日 - ）は、日本の政治家。公益財団法人『国際人材交流支援機構(IHNO)』理事長。参議院議員（1期）、参議院経済産業委員長、民主党・民進党岐阜県連代表などを務めた。「小宮山」と記載される場合が多いが、誤りである。

## 来歴・人物
岐阜県岐阜市生まれ。1969年ゆりかご幼稚園卒園、岐阜県立岐阜商業高等学校、福島大学経済学部卒業。自民党参議院議員松田岩夫の秘書を経て、松田の政界引退にともない、2010年（平成22年）3月1日に、松田の選挙区であった岐阜県選挙区で当時政権与党であった民主党から立候補することを表明するが、自民党岐阜県連は、小見山が発表の時点でまだ自民党籍を持ったままだったことを非難し、翌2日、小見山が提出した離党届を受理せず、松田と小見山をともに除名処分にした。
2010年7月の第22回参議院議員通常選挙で岐阜県選挙区（改選数2）に民主党から出馬し、同じ民主党の山下八洲夫と2議席目を争い、7882票差で初当選した。
参議院経済産業委員長、議院運営委員会理事、環境委員会筆頭理事、予算委員会委員、国土交通委員会委員、政治倫理の確立及び選挙制度にする特別委員会委員、行政監視委員会委員、災害対策特別委員会委員等を歴任[1]。
2016年7月の第24回参議院議員通常選挙で岐阜県選挙区（改選数1）が改選2議席から1議席になるなか、民進党から現職で出馬したが、対立候補の自民党現職の渡辺猛之は約53万票を獲得したのに対し約39万票に止まり落選した。
落選後、民進党候補不在だった衆議院岐阜3区への鞍替えを党から打診されたが辞退。さらに2017年10月の第48回衆議院議員総選挙直前に民進党を離党。希望の党公認で比例東京ブロックからの総選挙出馬を目指したが断念した。
2017年3月学生・留学生に奨学金を給付して学ぶ環境を支援するため、「株式会社 国際人材交流支援機構」を設立、2018年1月「一般財団法人 国際人材交流支援機構」とし、同年12月公益財団法人の認可を取得し『公益財団法人 国際人材交流支援機構(IHNO)』の理事長となる。

## 所属団体・議員連盟
- 民進党岐阜県総支部連合会 元会長
- 民進党環境整備生活排水適正処理推進議員連盟 元事務局長
- みんなで靖国神社に参拝する国会議員の会[8]
- 岐阜県自転車競技連盟 前会長
- 岐阜県武術太極拳連盟 会長
- 岐阜県クラブバスケットボール連盟 名誉会長[9]
- 岐阜県生涯スポーツ連盟 会長[9]
- 公益社団法人日本スカッシュ協会 理事

## 不祥事
- 初当選した2010年の参院選で、岐阜県警は、知人男性12人ら計約1万5千円分の接待飲食を提供したとして、元岐阜県安八町職員を公職選挙法違反（供応買収 公職選挙法221条1項）の疑いで逮捕した[10]。

- 2014年3月に小見山の資金管理団体「未来改革幸山会」から「スポーツクラブ会費」の名目で「RIZAP（ライザップ）」（東京都）に75万円を支出していたことが、岐阜県選挙管理委員会が11月27日に公表した14年分の政治資金収支報告書で明らかになった[11]。この支出を削除する訂正を岐阜県選挙管理委員会に届け出た[12]。秘書の棚橋は取材に対し「政治活動の一環と認識していたが、多くの意見や批判をいただき、適切な支出ではなかったと判断して訂正した」と話した[13]。また、平成28年11月には、資金管理団体「未来改革幸山会」が演奏会の定期会員券4万6千円分の費用を政治資金収支報告書において記載していた。秘書の棚橋功史は、「演奏会は個人的に行っていた。確定申告に必要な領収書をとったが、政治資金の分と混在した」と説明している[14]。